# Mosquée de Lala-pacha
Ne doit pas être confondu avec Mosquée Lala Mustapha Pacha.
La mosquée de Lala-pacha, également connue sous le nom de Beglučka džamija, est située en Bosnie-Herzégovine, dans la ville de Livno et dans la municipalité de Livno. Construite en 1567 et 1568, elle est inscrite sur la liste des monuments nationaux de Bosnie-Herzégovine.